# Rina Ajdari
Rina Ajdari (mac. Рина Ајдари; ur. 9 czerwca 1984 w Tetowie) – północnomacedońska polityczka pochodzenia albańskiego, w latach 2020–2024 deputowana do Zgromadzenia Republiki Macedonii Północnej z ramienia Demokratycznego Związku na rzecz Integracji. Absolwentka Uniwersytetu Europy Południowo-Wschodniej w Tetowie.